# Mianeh (Verwaltungsbezirk)
Mianeh (persisch شهرستان میانه) ist ein Schahrestan in der Provinz Ost-Aserbaidschan im Iran. Er enthält die Stadt Mianeh, welche die Hauptstadt des Verwaltungsbezirks ist. Im Jahre 1828 wurde hier der Friede von Turkmantschai unterzeichnet.

## Kreise
Der Verwaltungsbezirk gliedert sich in folgende Kreise:
- Zentral (بخش مرکزی)
- Turkmantschai (بخش ترکمان‌چای), Hauptstadt Turkmantschai.
- Kaghazkonan (بخش کاغذکنان)
- Aqkand (بخش اقكند)

## Demografie
Bei der Volkszählung 2016 betrug die Einwohnerzahl des Schahrestan 182.848. Die Alphabetisierung lag bei 81 Prozent der Bevölkerung. Knapp 63 Prozent der Bevölkerung lebten in urbanen Regionen.
| Zensusjahr | Einwohnerzahl |
| ---------- | ------------- |
| 2011       | 185.806       |
| 2016       | 182.848       |